# Ciminiera

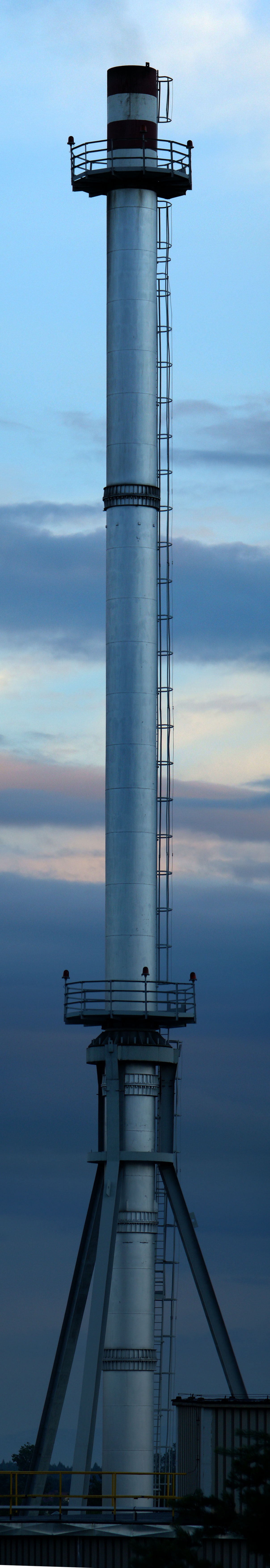
Ciminiera

Una ciminiera (o camino) è un sistema di evacuazione industriale di fumi, che può essere posto a valle di un ventilatore.
Essenzialmente si tratta di un elemento cilindrico, di diametro proporzionale alla portata dei fumi da trattare, e di altezza variabile dalla zona in cui viene costruito (da poche decine di metri, al centinaio).

## Applicazioni industriali

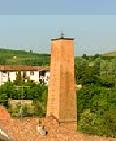
Una ciminiera di fine '800 in mattoni di una fornace

Le prime ciminiere industriali risalgono alla fine del XVIII secolo, ed erano inizialmente costruite in mattoni. I mattoni vennero poi abbandonati, e il materiale da costruzione per eccellenza delle ciminiere divenne il calcestruzzo.
I materiali di costruzione delle ciminiere sono vari: a basse temperature e fumi non particolarmente aggressivi chimicamente può essere impiegato l'acciaio dolce.
Nel caso in cui si abbia a che fare con temperature elevate e effluenti acidi (ovvero particolarmente aggressivi dal punto di vista chimico), vengono impiegati mattoni refrattari per il rivestimento delle pareti interne.

Nel disegno viene illustrato come la differenza di pressione tra base e cima di una ciminiera causi il fenomeno di aspirazione che prende il nome di "effetto camino".

Le ciminiere vengono impiegate essenzialmente per due motivi, uno legato alla sicurezza e uno all'economia del processo.
Per quello che riguarda la sicurezza, gli effluenti gassosi (o fumi) che risalgono dalla ciminiera vengono disperdersi ad una certa quota dal terreno, in modo da minimizzare la concentrazione di inquinanti nei pressi dell'impianto, inoltre durante la loro risalita i fumi scambiano parte del loro contenuto termico con le pareti della struttura, raffreddandosi.
Il secondo motivo è lo sfruttamento dell'effetto camino, vale a dire quel tiraggio supplementare legato alle differenze di densità tra i gas caldi in emissione e l'aria circostante, che permette di alleggerire il lavoro dei ventilatori o in alcuni casi di sostituirsi ad esso.

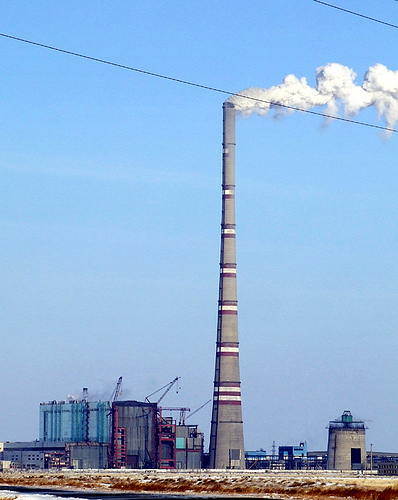
Una ciminiera alta 419 metri in Kazakistan

In prima approssimazione, assumendo che il peso molecolare dei gas effluenti sia uguale a quello dell'aria, e che le perdite di carico sia trascurabile e le pareti della ciminiera siano adiabatiche, è possibile stimare la portata uscente a causa dell'effetto camino {\displaystyle Q} dall'espressione seguente:
{\displaystyle Q=C\;A\;{\sqrt {2\;g\;H\;{\frac {T_{i}-T_{e}}{T_{i}}}}}}
in cui:
- Q: portata associata all'effetto camino, m³/s
- A: area media della sezione trasversale della ciminiera, m²
- C: coefficiente di scarico (in genere assunto pari a 0,65÷0,70)
- g: costante di accelerazione gravitazionale (pari a circa 9.807 m/s²)
- H: altezza della ciminiera, [m]
- Ti: temperatura media all'interno della ciminiera, K
- Te: temperatura dell'aria esterna, [K]